# Paula Radcliffe
Paula Radcliffe, född 17 december 1973 i Northwich i Cheshire i Storbritannien, är en brittisk friidrottare som tävlar i långdistanslöpning. Radcliffe bor i Monaco med sin man den före detta irländske friidrottaren Gary Lough och deras barn Isla (född 2007) och Raphael (född 2010).

## Karriär
Radcliffes genombrott kom redan när hon 1992 blev juniorvärldsmästare i terränglöpning. Tvåa den gången var kinesiskan Wang Junxia. Hennes första världsmästerskap som senior var VM 1993 i Stuttgart där hon tävlade på 3 000 meter och slutade på sjunde plats. Hon deltog även vid VM 1995 i Göteborg då på 5 000 meter och slutade på femte plats. Samma resultat blev det vid Olympiska sommarspelen 1996 i Atlanta, åter på 5 000 meter.
Hennes första mästerskapsmedalj som senior kom vid VM i terränglöpning 1997 då hon slutade tvåa efter Etiopiens Derartu Tulu. Senare samma år deltog Radcliffe vid VM i Aten där hon blev fyra på 5 000 meter. 1998 slutade hon på nytt på andra plats vid VM i terränglöpning denna gång var hennes överman irländskan Sonia O'Sullivan. 
Vid EM 1998 i Budapest valde Radcliffe att byta distans till 10 000 meter och slutade på en femte plats. Samma distans tävlade hon på vid VM 1999 i Sevilla där hon blev tvåa på 30.27,13 två och halv sekund efter segraren Gete Wami,  Vid Olympiska sommarspelen 2000 i Sydney valde Radcliffe att tävla på 10 000 meter och slutade på fjärde plats. 
Hennes första större mästerskapsseger kom vid VM i terränglöpning 2001 där hon vann den längre distansen och kom tvåa på den kortare. Samma år slutade hon fyra vid VM i Edmonton på 10 000 meter. Vid EM 2002 i München sprang hon 10 000 meter på 30.01,09 en tid som var 46 sekunder snabbare än tvåan O’Sullivan och då den nästa snabbaste tid någon sprungit på 10 000 meter efter Wang Junxia. Samma år vann hon även guld vid Samväldesspelen på 5 000 meter. 
Efter EM valde hon att bara springa maraton vid mästerskap. Hon var en av storfavoriterna till segern vid Olympiska sommarspelen 2004 i Aten men en skada tvingade henne att avbryta loppet. Bortsett från det har hon vunnit maratonloppen i såväl London, New York samt VM-guld i maraton vid VM i Helsingfors 2005, 
2008 gjorde hon ett nytt försök att vinna OS-guld i maraton men slutade först på 23:e plats. Däremot lyckades hon vinna New York Marathon för tredje gången detta år.

## Personliga rekord
- 5 000 meter – 14.29,11
- 10 000 meter – 30.01,09 (Europarekord)
- Halvmaraton – 1:06.47
- Marathon – 2:15.25 (Europarekord)

## Övriga meriter
- I juni 2002 fick hon utmärkelsen MBE för sina insatser
- 2002 utsågs fick hon utmärkelsen BBCs Årets Sportpersonlighet
- 2002 fick hon utmärkelsen årets kvinnliga idrottare av IAAFp